# Euophrys innotata
Euophrys innotata là một loài nhện trong họ Salticidae.
Loài này thuộc chi Euophrys. Euophrys innotata được Eugène Simon miêu tả năm 1868.